# Canoagem nos Jogos Europeus de 2015 - C-1 1000 m masculino
A categoria C-1 1000 metros masculino foi um dos eventos da canoagem nos Jogos Europeus de 2015. Foi disputada nos dias 14 e 15 de junho, no Kur Sport and Rowing Centre, em Mingachevir, no Azerbaijão.

## Calendário
Horário de verão do Azerbaijão (UTC+5).
| Data        | Horário | Fase          |
| ----------- | ------- | ------------- |
| 14 de junho | 09:00   | Eliminatórias |
| 14 de junho | 15:54   | Semifinal     |
| 15 de junho | 10:21   | Final         |

## Medalhistas
| Ouro   | GER Sebastian Brendel |
| Prata  | CZE Martin Fuksa      |
| Bronze | HUN Attila Vajda      |

## Resultados

### Eliminatórias
Os três melhores em cada bateria se classificaram diretamente para a final e os restantes disputaram a semifinal.
Bateria 1
| Pos. | Canoísta          | Nacionalidade  | Tempo    | Notas |
| ---- | ----------------- | -------------- | -------- | ----- |
| 1    | Sebastian Brendel | GER Alemanha   | 3:54.890 | F     |
| 2    | Attila Vajda      | HUN Hungria    | 3:56.208 | F     |
| 3    | Sergiu Craciun    | ITA Itália     | 3:59.178 | F     |
| 4    | Taras Matviichuk  | AZE Azerbaijão | 4:04.220 | SF    |
| 5    | Leonid Carp       | ROU Romênia    | 4:05.710 | SF    |
| 6    | André Oliveira    | ESP Espanha    | 4:12.760 | SF    |
| 7    | Kerim Tenha       | TUR Turquia    | 4:38.160 | SF    |

Bateria 2
| Pos. | Canoísta        | Nacionalidade    | Tempo    | Notas |
| ---- | --------------- | ---------------- | -------- | ----- |
| 1    | Martin Fuksa    | CZE Chéquia      | 3:57.523 | F     |
| 2    | Tomasz Kaczor   | POL Polônia      | 4:00.357 | F     |
| 3    | Oleg Tarnovschi | MDA Moldávia     | 4:01.200 | F     |
| 4    | Matej Rusnák    | SVK Eslováquia   | 4:04.777 | SF    |
| 5    | James Styan     | GBR Grã-Bretanha | 4:11.007 | SF    |
| 6    | Maksim Piatrou  | BLR Bielorrússia | 4:13.420 | SF    |
| 7    | Mathieu Goubel  | FRA França       | 4:21.880 | SF    |

### Semifinal
Os três melhores se classificaram para a final.
| Pos. | Canoísta         | Nacionalidade    | Tempo    | Notas |
| ---- | ---------------- | ---------------- | -------- | ----- |
| 1    | Maksim Piatrou   | BLR Bielorrússia | 3:46.108 | F     |
| 2    | Leonid Carp      | ROU Romênia      | 3:46.493 | F     |
| 3    | Mathieu Goubel   | FRA França       | 3:47.049 | F     |
| 4    | Matej Rusnák     | SVK Eslováquia   | 3:47.954 |       |
| 5    | Taras Matviichuk | AZE Azerbaijão   | 3:48.150 |       |
| 5    | André Oliveira   | ESP Espanha      | 3:48.150 |       |
| 7    | James Styan      | GBR Grã-Bretanha | 3:52.822 |       |
| –    | Kerim Tenha      | TUR Turquia      | DSQ      |       |

### Final
Esses foram os resultados da final.
| Pos.              | Canoísta          | Nacionalidade    | Tempo    |
| ----------------- | ----------------- | ---------------- | -------- |
| Medalha de ouro   | Sebastian Brendel | GER Alemanha     | 3:50.147 |
| Medalha de prata  | Martin Fuksa      | CZE Chéquia      | 3:51.110 |
| Medalha de bronze | Attila Vajda      | HUN Hungria      | 3:51.920 |
| 4                 | Tomasz Kaczor     | POL Polônia      | 3:54.908 |
| 5                 | Maksim Piatrou    | BLR Bielorrússia | 3:55.513 |
| 6                 | Sergiu Craciun    | ITA Itália       | 3:56.306 |
| 7                 | Oleg Tarnovschi   | MDA Moldávia     | 3:58.152 |
| 8                 | Leonid Carp       | ROU Romênia      | 3:58.836 |
| 9                 | Mathieu Goubel    | FRA França       | 4:03.486 |